# (8558) Hack
(8558) Hack es un asteroide perteneciente al cinturón de asteroides descubierto por Luciano Tesi y Andrea Boattini desde el Observatorio Astronómico de las Montañas de Pistoia, en San Marcello Pistoiese, Italia, el 1 de agosto de 1995.

## Designación y nombre
Hack se designó inicialmente como 1995 PC.
Lleva el nombre de Margherita Hack (1922-2013), directora del Observatorio Astronómico de Trieste (1964-1987), directora del departamento de astronomía de la Universidad de Trieste (1985-1991 y 1996-1997) y ex presidenta de la Comisión 29 de la IAU. Aunque sus estudios abarcan desde la óptica y la física solar hasta la radioastronomía (emisión galáctica de 21 cm), sus principales campos de investigación fueron la espectroscopia estelar, las atmósferas estelares y los efectos observables de la evolución estelar. También estuvo interesada en la espectroscopia óptica y ultravioleta de binarias que interactúan estrechamente, binarias eclipsantes atmosféricas y estrellas simbióticas.

## Características orbitales
Hack orbita a una distancia media de 3,118 ua del Sol, pudiendo alejarse hasta 3,803 ua y acercarse hasta 2,433 ua. Su inclinación orbital es 0,281 grados y la excentricidad 0,220. Emplea 2010,96 días en completar una órbita alrededor del Sol.
Los próximos acercamientos a la órbita de Júpiter ocurrirán el 2 de abril de 2076, el 27 de mayo de 2086 y el 1 de mayo de 2148.

## Características físicas
La magnitud absoluta de Hack es 14,64.Tiene 7,667 km de diámetro. Su albedo se estima en 0,052.